# Asian Beach Games 2012
|  | Denne artikel eller sektion om sport er forældet eller ikke opdateret. Se artiklens diskussionsside eller historik. |

Det 3. Asian Beach Games vil blive afholdt i Haiyang, Kina i 2012. Åbningsceromien begynder den 16. juni og slutter den 23. juni 2012. Sloganet for Asian Beach Games 2012 er Share the Joy (dansk: Del glæden).